# Ernest Bellecroix
Ernest Bellecroix, pseudonyme d’Ernest Jacques Marie Gatteclou, né le 12 mars 1836 à Alençon et mort le 18 février 1901 à Asnières-sur-Seine, est un peintre et illustrateur français.

## Biographie
Ernest Jacques Marie Gatteclou est le fils de René Louis Gatteclou et d'Irma Garby.
Il épouse Anne Antoinette Raoult, puis en secondes noces Alice Wilks, Édouard Riou est témoin majeur du mariage.
Élève de Władysław Bakałowicz, il expose au Salon parisien. 
Peintre animalier sous la signature d'Ernest Bellecroix, il remporte une médaille de première classe de la Société d'acclimatation, pour son œuvre dans la Chasse pratique.
Amateur de chasse et d'exposition canine, il devient en 1876 directeur de La Chasse illustrée.
Il meurt le 18 février 1901 à Asnières-sur-Seine.

## Illustrations
- Les Chiens d'arrêt français et anglais, de Gaspard de Cherville, 1881.
- La Chasse pratique, 1875.
- Guide pratique du garde-chasse.
- Down ! Dressage à l'anglaise des chiens d'arrêt.
- Aviculture, faisans, tragopans, perdrix, d'Ernest Leroy, 1881.
- Illustrations pour l'hebdomadaire La Chasse illustrée, publiée à partir de 1867.